# Raión de Kostopil
Kostópil (en ucraniano: Костопільський район) fue un raión o distrito de Ucrania en el óblast de Rivne. En la reforma territorial de 2020, su territorio fue incluido en el raión de Rivne.
Comprendía una superficie de 1496 km².
La capital era la ciudad de Kostópil.

## Demografía
Según estimación 2010 contaba con una población total de 65603 habitantes.

## Otros datos
El código KOATUU es 5623400000. El código postal 35000 y el prefijo telefónico +380 3657.